# Dede Çelik
Dede Çelik (* 1. November 1987 in Adana) ist ein türkischer Fußballspieler.

## Karriere
Çelik begann mit dem Vereinsfußball 1999 in der Nachwuchsabteilung von Adanaspor. Im März 2005 erhielt er beim damals wirtschaftlich stark angeschlagenen Verein einen Profivertrag und absolvierte bis zum Saisonende fünf Zweitligaspiele. Nachdem der Verein aber zum Saisonende den Klassenerhalt verfehlt hatte und die Spielergehälter nicht zahlen konnte, wurden die meisten Spieler abgegeben. So ging auch Çelik zum Viertligisten Etimesgut Şekerspor. Bei diesem Verein kam er zwar zu keinen einzigen Spieleinsatz, stieg aber mit der Mannschaft als Meister der TFF 3. Lig in die TFF 2. Lig auf. Danach verließ er Şekerspor und spielte im nachfolgenden Jahr für diverse Viert- bzw. Drittligisten.
Im Frühjahr 2014 wechselte er zum Tabellenletzten der TFF 1. Lig, zu Kahramanmaraşspor. In den Folgejahren nahm er Angebote mehrerer Vereine der zweiten und dritten Liga an.

## Erfolge
Mit Etimesgut Şekerspor
- Meister der TFF 3. Lig und Aufstieg in die TFF 2. Lig: 2005/06